# Godehard Giese

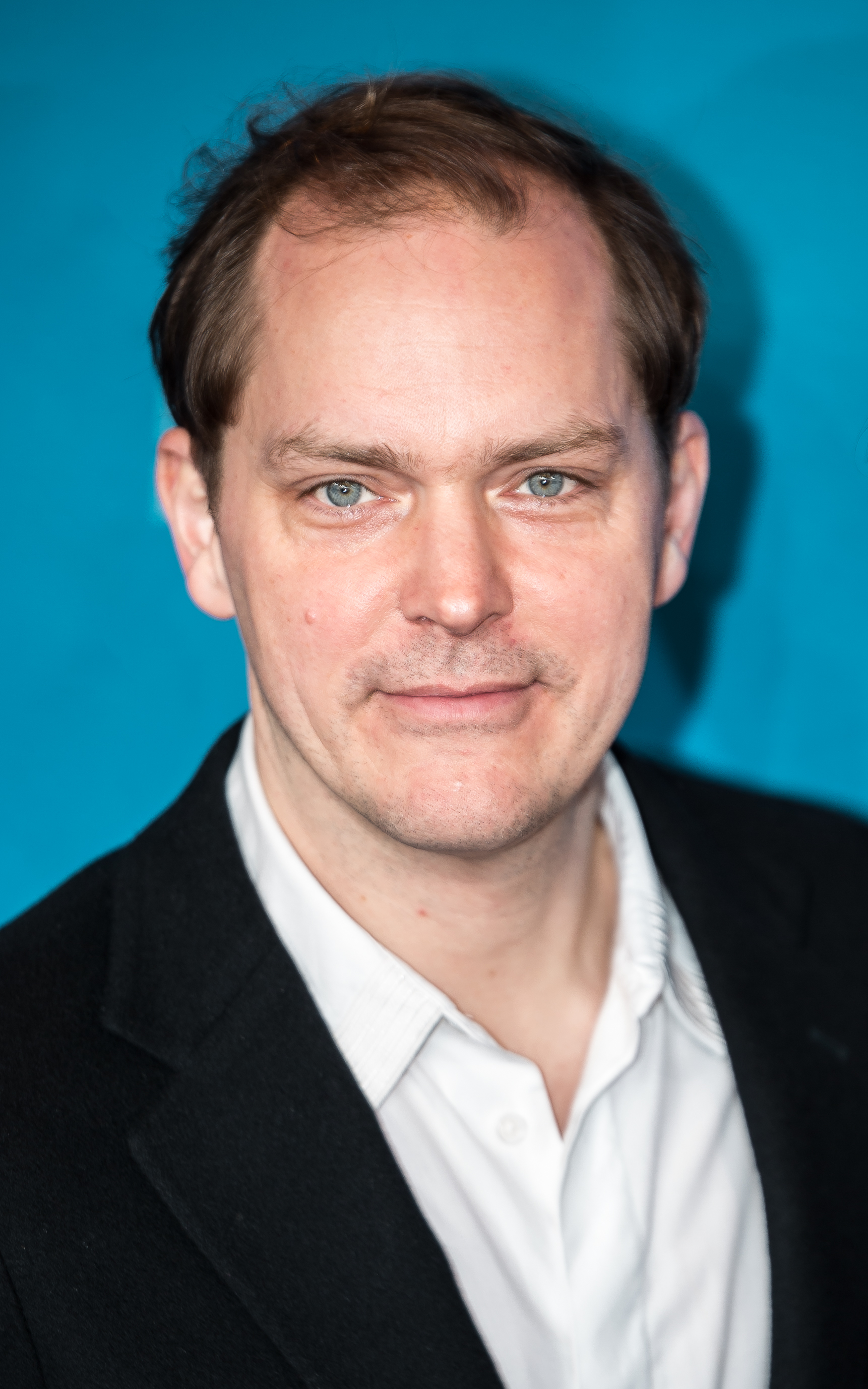
Godehard Giese auf der Berlinale, 2017

Godehard Giese (* 20. Oktober 1972 in Bamberg) ist ein deutscher Schauspieler und Regisseur.

## Leben
Der gebürtige Bamberger wuchs in Hamburg auf, wo er die Sankt-Ansgar-Schule besuchte. Zunächst studierte er Germanistik und Italienisch an der Humboldt-Universität zu Berlin und anschließend, 1997 bis 2001, Schauspiel an der Universität der Künste Berlin. 
Sein erstes Engagement nach Studienabschluss führte ihn von 2001 bis 2003 ans Stadttheater Hildesheim, wo er u. a. den Hauptmann in Goethes Die Wahlverwandtschaften verkörperte. Neben Fernseh- und Kinofilmen spielte Giese in Episoden der Fernsehreihe Tatort sowie den -serien Der Kriminalist oder SOKO 5113 mit. 2014 präsentierte er im Wettbewerb des Filmfestivals Max Ophüls Preis seine erste Langfilm-Regiearbeit Die Geschichte vom Astronauten, die er selbst produzierte und schrieb. 2015 lief dort Das Hotelzimmer, in dem er eine der beiden Hauptrollen spielt.
In einem im Februar 2021 im SZ-Magazin veröffentlichten Interview outete sich Giese gemeinsam mit 185 lesbischen, schwulen, bisexuellen, queeren, nicht-binären und trans* Schauspielern. 
Gemeinsam mit Eva Meckbach und Karin Hanczewski initiierte er die Initiative #actout, um in der Gesellschaft mehr Akzeptanz zu gewinnen und um in seiner Branche mehr Anerkennung in Film, Fernsehen und auf der Bühne zu fordern.
Giese lebt in Berlin.

## Filmografie
- 2007: Der Novembermann (Fernsehfilm)
- 2007: Tatort: Liebeshunger (Fernsehreihe)
- 2007: Tatort: Satisfaktion
- 2008: Mord mit Aussicht – Tödliche Nachbarschaft
- 2009: Lila, Lila
- 2009: Schatten der Gerechtigkeit (Fernsehfilm)
- 2009: Viva Europa!
- 2009: 2012 (Kurzfilm)
- 2009: Wilsberg – Doktorspiele (Fernsehreihe)
- 2010: Die Akte Golgatha (Fernsehfilm)
- 2010: Tatort: Bluthochzeit
- 2010: 8 Uhr 28 (Fernsehfilm)
- 2010: Meine Familie bringt mich um!
- 2011: Tatort: Leben gegen Leben
- 2011: Lena will es endlich wissen
- 2011: Fenster zum Sommer
- 2011: Bella Block – Stich ins Herz
- 2012: Bella Australia (Fernsehfilm)
- 2012: Reality XL
- 2012: Idiotentest (Fernsehfilm)
- 2012: Tatort: Fette Hunde
- 2012: Am Himmel der Tag
- 2013: Mord in Eberswalde (Fernsehfilm)
- 2013: Wilsberg – Gegen den Strom
- 2013: King Ping – Tippen Tappen Tödchen
- 2013: Tatort: Kalter Engel
- 2013: Millionen
- 2014: Stromberg – Der Film
- 2014: Die Geschichte vom Astronauten (auch Produktion, Drehbuch und Regie)
- 2014: Kommissarin Heller – Der Beutegänger (Fernsehreihe)
- 2014: Das Hotelzimmer
- 2014: Polizeiruf 110: Käfer und Prinzessin (Fernsehreihe)
- 2014: Dessau Dancers
- 2014: Spreewaldkrimi – Mörderische Hitze (Fernsehreihe)
- 2015: Schuld nach Ferdinand von Schirach (Fernsehserie, Folge Die Illuminaten)
- 2015: Blochin – Die Lebenden und die Toten (TV-Miniserie)
- 2015: Deutschland 83
- 2015: Harter Brocken (Fernsehfilm)
- 2015: Zweimal lebenslänglich
- 2015: Unsichtbare Jahre
- 2015: Im Sommer wohnt er unten
- 2015: Brandmal
- 2015: Der Fall Barschel
- 2015: Käthe Kruse (Fernsehfilm)
- 2016: Die Akte General
- 2016: LIEBMANN
- 2016: Wunschkinder
- 2016: HEDDA
- 2016: A Cure for Wellness
- 2017: Der gleiche Himmel
- 2017: Der Sohn
- 2017: Tatort: Goldbach
- 2017: Grenzenlos (Submergence)
- 2017: Willkommen bei den Honeckers
- 2017: Das Verschwinden
- 2017: Die Familie (Fernsehfilm)
- 2017: Meine fremde Freundin (Fernsehfilm)
- 2017: Jetzt. Nicht.
- 2017: Babylon Berlin (Fernsehserie)
- 2017: Am Ruder
- 2018: Transit
- 2018: Mackie Messer – Brechts Dreigroschenfilm
- 2018: Wo kein Schatten fällt (Fernsehfilm)
- 2019: Off Season
- 2019: Walpurgisnacht – Die Mädchen und der Tod
- 2019: All My Loving
- 2019: Es gilt das gesprochene Wort
- 2019: Tatort: Falscher Hase
- 2019: Preis der Freiheit (Fernseh-Dreiteiler)
- 2019: Unschuldig
- 2019: Totgeschwiegen (Fernsehfilm)
- 2020: Tagundnachtgleiche
- 2021: Gefangen (Fernsehfilm)
- 2021: Niemand ist bei den Kälbern
- 2022: Die Wannseekonferenz (Fernsehfilm)
- 2022: Souls (Fernsehserie)
- 2022: Wann kommst du meine Wunden küssen?
- 2022: Und dann steht einer auf und öffnet das Fenster
- 2023: Kroymann (Satiresendung, Kroymann und das liebe Geld)
- 2023: Polizeiruf 110: Der Gott des Bankrotts
- 2023: Tatort: Erbarmen. Zu spät.
- 2023: Sörensen fängt Feuer
- 2023: One for the Road
- 2024: Eine Million Minuten
- 2024: Sie sagt. Er sagt. (Fernsehfilm)
- 2024: Die geschützten Männer
- 2024: Sad Jokes

## Hörspiele (Auswahl)
- 2021: Das großartige Mimei (von Michael Stauffer)[6]

## Auszeichnungen
- 2020: Nominierung für den Deutschen Filmpreis für seine Nebenrolle als Raphael in İlker Çataks Spielfilm Es gilt das gesprochene Wort (2019)[7]
- 2022: Hessischer Fernsehpreis für seine Darstellung in Unschuldig[8]
- 2023: Preis der Deutschen Akademie für Fernsehen in der Kategorie Schauspieler Hauptrolle für Und dann steht einer auf und öffnet das Fenster
- 2025: Deutschen Filmpreis als bester männlicher Nebendarsteller für seine Rolle im queeren Drama Sad Jokes von Fabian Stumm[9]